# Premijer liga Bosne i Hercegovine u šahu 2014.
Premijer liga Bosne i Hercegovine 2014. bilo je 13. izdanje Premijer liga Bosne i Hercegovine u šahu.
Odigrana je u Neumu u organizaciji Šahovske unije Bosne i Hercegovine i Šahovskog saveza Herceg-Bosne od 7. do 14. lipnja 2014. godine u prostorijama hotela „Zenit“. Prvaci su postali ŠK Široki Brijeg sa Širokog Brijega i izravno osigurali nastup u Eurokupu u Španjolskoj 2014. godine.
Konačna ljestvica:
```
Mj.  Klub           Bodovi
  1. ŠIROKI BRIJEG 15  
  2. Bosna          14 
  3. Bihać          12
  4. Napredak       11
  5. Glasinac        7
  6. Čelik           6
  7. Goražde         4
  8. Alpong          2
  9. Busovača        1 
```

Naslov prvaka Bosne i Hercegovine 2014. osvojili su Ante Brkić 7,0 (iz 8 susreta), Željko Bogut 6,0 (7), Milan Vukić 6,0 (8), Mladen Palac 5,5 (8), Aleksandra Dimitrijević 5,5 (8), Bojan Kurajica 5,0 (8) i Blago Vukoja 0,5 (1). U 48 partija doživjeli su samo dva poraza. Ukupno je Široki Brijeg osvojio 15 bodova, a iza sebe ostavili su ŠK Bosnu koja je osvojila 14, i ŠK Bihać koji je osvojio 12 bodova.